# Municipio de Villa Canales
Municipio de Villa Canales är en kommun i Guatemala.   Den ligger i departementet Guatemala, i den södra delen av landet, 18 km söder om huvudstaden Guatemala City.